# Papita, maní, tostón
Pour plus de détails, voir Fiche technique et Distribution.
Papita, maní, tostón est un film vénézuélien écrit et réalisé par Luis Carlos Hueck et sorti en 2013

## Fiche technique
- Titre original : Papita, maní, tostón
- Réalisation :  Luis Carlos Hueck
- Producteur :
- Producteur exécutif :
- Superviseur de la production :
- Producteur associé :
- Coordinateur de production :
- Musique :
- Société de production :
- Société de distribution :
- Langue : espagnol
- Date de sortie : 
  -  Venezuela : 20 décembre 2013 [1]

## Distribution
- Jean Pierre Agostini  : Andrés
- Juliette Pardau (es) : Julissa
- Miguel Ángel Landa (es)  : Grand-père
- Emilio Lovera (es) : vendeur de hot-dogs
- Vicente Peña (es) : Eduardo
- Vantroy Sánchez : Ricardo